# João Carvalho (friidrottare)
João Carvalho, född 4 november 1950, är en angolansk friidrottare. Han deltog vid olympiska sommarspelen 1988.